# رسالة علي بن أبي طالب إلى عثمان بن حنيف
عثمان بن حنيف الأنصاري كان من أصحاب النبي محمد، وقد اختاره علي بن أبي طالب ليكون والياً على البصرة. رسالة علي بن أبي طالب إلى عثمان بن حنيفهي رسالة بعثها الخليفة علي بن أبي طالب إلى عثمان بن حنيف حينما بَلَغُه أنه دُعي إلى وليمة قوم من أهلها ومضى إليها.

## الخلفية
عثمان بن حنيف الأنصاري الأوسي كان من أعلام الصحابة. شارك في المعارك الإسلامية، وشهد احدا والمشاهد بعدها مع النبي. كان له رأي ثاقب، ومعرفة كاملة بالامور، فولاًه عمر بن الخطاب خراج سواد العراق، ثم عيّنه علي بن أبي طالب والياً على البصرة لأهميّتها الاستراتيجية.
كان علي بن أبي طالب يراقب ولاته وعمّاله مراقبة شديدة. وكان يهتم للغاية علی تعليمهم حدود الله في تعاملهم مع الرعية وتحذيرهم من الانسياق وراء الدنيا و شهواتها. فله رسائل إلی كل من مالك الأشتر والحارث الهمداني ومحمد بن أبي بكر وقثم بن عباس وعثمان بن حنيف في هذا المجال.
حينما بلغ الإمام علي أنّ عثمان بن حنيف دعي إلى ضيافة أحد أشراف البصرة وهو أجابهم ومضى إليها، أنكره بشدة وبعث له رسالة وبّخه فيها علی قبول الدعوة.

## سند الرسالة
ذكر الشيخ الصدوق قسماً من هذه الرسالة في كتابه الأمالي. والشريف الرضي له شرح لهذه الرسالة.
وقد وردت مقاطع من هذه الرسالة في كتب متعددة كخرائج للقطب الراوندي، وروضة الواعظين للفتال النيسابوري، والمناقب لابن شهر آشوب، وربيع الأبرار للزمخشري مع اختلاف يسير.
كما أورد محمد بن أبي بكر الأنصاري الشهير بالبُري (المتوفي قرن 7) هذه الرسالة في كتابه الجوهرة في نسب الإمام علي وآله، مع بعض الإضافات.

## مقتطفات من الرسالة
كتب علي بن أبي طالب رسالة لعثمان بن حنيف معاتبا له بشدة، يخاطبه ويوبّخه فيها على مشاركته في مثل هذه الضيافة التي لم يشترك فيها سوى الأثرياء والمتوّلين، وجلبت فيها شتى أصناف الطعام والمأكولات المتنوعة.
فيذكره أنه ان كان يعتبر نفسه مأما لعلي فإن علی قد اكتفی من الدنيا بقدر الكفاف ولم يدخّر لنفسه ثروة ومالًا من زخارف الدنيا، ويبيّن له سيرة حياته وسلوكه:
«أَلاَ وَإِنَّ إِمَامَكُمْ قَدِ اكْتَفَى مِنْ دُنْيَاهُ بِطِمْرَيْهِ، وَمِنْ طُعْمِهِ بِقُرْصَيْهِ.أَلاَ وَإِنَّكُمْ لاَ تَقْدِرُونَ عَلَى ذلِكَ، وَلكِنْ أَعِينُوني بِوَرَع وَاجْتِهَاد، وَعِفَّة وَسَدَاد. فَوَاللهِ مَا كَنَزْتُ مِنْ دُنْيَاكُمْ تِبْراً، وَلاَ ادَّخَرْتُ مِنْ غَنَائِمِهَا وَفْراً، وَلاَ أَعْدَدْتُ لِبَالِي ثَوْبِي طِمْراً.»
ثم يشير الإمام إلی أن عزوفه عن الدنيا ليس بسبب عدم التوصل إلى‌ الدنيا وتحصيل المواهب والنعم المادية، بل بسبب ما يتولاه من وظيفة خطيرة ومسؤوليّة كبيرة في عهدته الذي يستوجب أن يشارك الناس الضعفاء في صعوبات الحياة ومشاكلها، فيقول:
«وَلَوْ شِئْتُ لاَهْتَدَيْتُ الطَّرِيقَ، إِلَى مُصَفَّى هذَا الْعَسَلِ، وَلُبَابِ هذَا الْقَمْحِ، وَنَسَائِجِ هذَا الْقَزِّ، وَلكِنْ هَيْهَاتَ أَنْ يَغْلِبَنِي هَوَايَ، وَيَقُودَنِي جَشَعِي إِلَى تَخَيُّرِ الاَْطْعِمَةِ ـ وَلَعَلَّ بِالْحِجَازِ أَوِ بِالْـيَمَامَةِ مَنْ لاَطَمَعَ لَهُ فِي الْقُرْصِ، وَلاَ عَهْدَ لَهُ بِالشِّبَعِ ـ أَوْ أَبِيتَ مِبْطَاناً وَحَوْلِي بُطُونٌ غَرْثَي وَأَكْبَادٌ حَرَّى، أَوْ أَكُونَ كَمَا قَالَ الْقَائِلُ:
أَأَقْنَعُ مِنْ نَفْسِي بِأَنْ يُقَالَ: أَمِيرُالْمُؤْمِنِينَ، وَلاَ أُشَارِكُهُمْ فِي مَكَارِهِ الدَّهْرِ، أَوْ أَكُونَ أُسْوَةً لَهُمْ فِي جُشُوبَةِ الْعَيْشِ! فَمَا خُلِقْتُ لِيَشْغَلَنِي أَكْلُ الطَّيِّبَاتِ، كَالْبَهِيمَةِ الْمَرْبُوطَةِ هَمُّهَا عَلَفُهَا، أَوِ الْمُرْسَلَةِ شُغُلُهَا تَقَمُّمُهَا، تَكْتَرِشُ مِنْ أَعْلاَفِهَا، وَتَلْهُو عَمَّا يُرَادُ بِهَا، أَوْ أُتْرَكَ سُدىً، أَوْ أُهْمَلَ عَابِثاً، أَوْ أَجُرَّ حَبْلَ الضَّلاَلَةِ، أَوْ أَعْتَسِفَ طَرِيقَ الْمَتَاهَةِ!»
ثم يخاطب الدنيا ويعلن براءته من زخارفها وجواذبها فيقول: «إِلَيْكَ عَنِّي يَا دُنْيَا، فَحَبْلُكِ عَلَى غَارِبِكِ، قَدِ انْسَلَلْتُ مِنْ مَخَالِبِكِ، وَأَفْلَتُّ مِنْ حَبَائِلِكِ، وَاجْتَنَبْتُ الذَّهَابَ فِي مَدَاحِضِكِ...»
وينهی رسالته بالعبارة التالية: «فَاتَّقِ اللهَ يَابْنَ حُنَيْف، وَلْتَكْفُفْ أَقْرَاصُكَ، لِيَكُونَ مِنْ النَّارِ خَلاَصُكَ.»

## رسالة أخری
هناك رسالة أخری بعثها الإمام إلى عثمان حينما بلغه زحف الجيش الذي يقوده طلحة والزبير وعائشة إلی البصرة. وصف الإمام في هذه الرسالة قيام طلحة والزبير وعائشة بالتمرّد على حكومته، ونكث بيعته.